# Рыдултовы
Рыдултовы (пол. Rydułtowy)  —  город  в Польше, входит в Силезское воеводство,  Водзиславский повят.  Имеет статус городской гмины. Занимает площадь 15 км². Население — 21 900 человек (на 2005 год).

## История

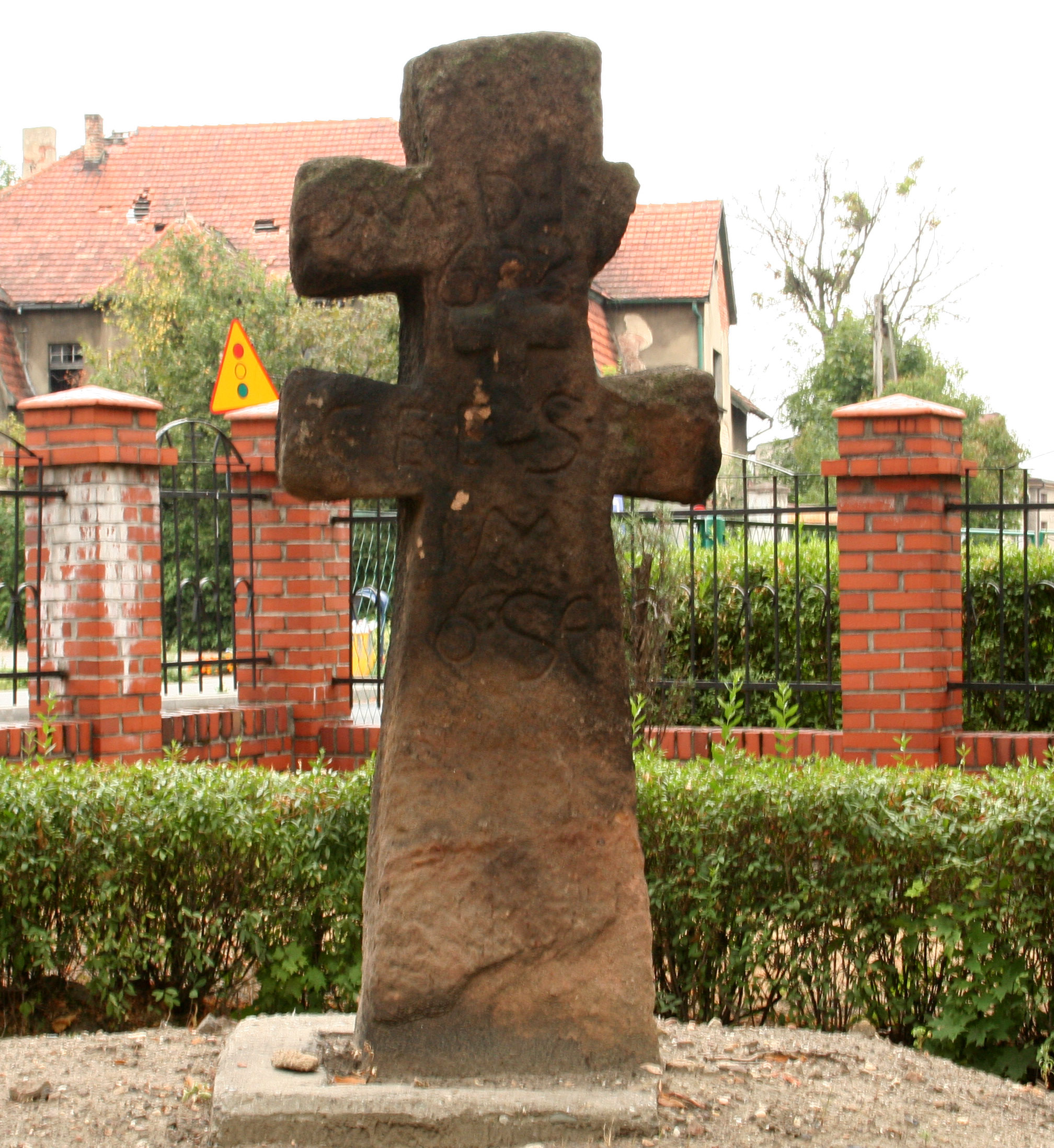
Рыдултовы